# Monilothrips kempi
Monilothrips kempi är en insektsart som beskrevs av Dudley Moulton 1929. Monilothrips kempi ingår i släktet Monilothrips och familjen smaltripsar. Inga underarter finns listade i Catalogue of Life.